# غوردون أوبراين
غوردون أوبراين هو عازف الغيتار الكلاسيكي كندي، ولد في 1966 في تورونتو في كندا.